# America
L'America, chiamata anche Continente Nuovo o Nuovo Mondo, è il continente della Terra che si estende completamente nell'emisfero occidentale. Secondo la letteratura geografica italiana, del resto dell'Europa occidentale (ma non delle Isole britanniche) e in quella dell'America Latina, l'America è considerata un continente unico, suddiviso in due subcontinenti: l'America del Nord e l'America del Sud, mentre la parte meridionale dell'America del Nord è detta America centrale. Le varie parti del continente sono dette nel loro complesso, "le Americhe". Secondo invece la letteratura geografica inglese, cinese e russa, l'America è considerata uno dei supercontinenti della Terra e le sue parti settentrionale e meridionale sono considerate continenti a sé stanti, separati dall'istmo di Panama.
Costituisce l'8,3% della superficie totale della Terra e il 28,4% delle terre emerse. Il rilievo è dominato dalle catene montuose delle Montagne Rocciose e delle Ande, entrambe poste lungo le coste occidentali del continente. Il lato orientale dell'America è dominato da grandi bacini fluviali, come il Rio delle Amazzoni, il Mississippi, e il Río de la Plata. L'estensione è di 14000 km (8699 mi) secondo l'orientamento nord-sud. Il clima e l'ecologia variano fortemente in America e vanno dalla tundra artica di Canada, Groenlandia e Alaska, alle foreste pluviali tropicali di America centrale e America meridionale. Quando l'America del Nord e l'America del Sud si unirono, 3 milioni di anni fa, si verificò il cosiddetto grande scambio americano, uno scambio intercontinentale che portò alla diffusione di molte specie viventi esistenti nelle due parti dell'America, come il puma, l'istrice, e il colibrì. Più di un miliardo di persone vivono in America (oltre il 14% della popolazione mondiale): i paesi più popolosi sono gli Stati Uniti d'America, il Brasile e il Messico, mentre le città più popolose sono Città del Messico, San Paolo e New York.
I primi insediamenti umani provengono dall'Asia e risalgono a circa 13-14000 anni prima dell'era volgare (a.C.). 
Una seconda migrazione di popolazioni parlanti il na-dene si verificò successivamente, ancora dall'Asia. L'ulteriore successiva migrazione degli Inuit nell'area neoartica intorno al XXXVI secolo a.C. ha completato quello che è generalmente considerato come l'insediamento originario in America da parte dei popoli indigeni. I viaggi di Cristoforo Colombo tra il 1492 e il 1502 posero l'America in contatto permanente con le potenze europee (e successivamente, anche extraeuropee) del Vecchio Mondo, il che portò al cosiddetto "scambio colombiano". Le malattie introdotte da Europa e Africa devastarono i popoli indigeni, mentre le potenze europee colonizzarono l'America. L'emigrazione di massa dall'Europa, tra cui un gran numero di servi a contratto, e l'immigrazione forzata di schiavi africani in gran parte sostituirono i popoli indigeni.
A partire dalla guerra d'indipendenza americana (1776-1783) iniziò il processo di decolonizzazione dell'America e oggi quasi tutti i Paesi americani sono indipendenti. L'eredità della colonizzazione e della dominazione europea è grande: l'America ha molti tratti culturali comuni con l'Europa, in particolare la predominante adesione al cristianesimo e l'uso delle lingue indoeuropee (principalmente spagnolo, inglese, portoghese e francese).

## Etimologia
L'America prende il nome dall'esploratore fiorentino Amerigo Vespucci. Egli nelle sue esplorazioni lungo la costa atlantica dell'America del Sud si rese conto che le terre che aveva raggiunto Cristoforo Colombo non appartendevano all'Asia, come si era creduto sino a quel momento, ma ad un continente sino ad allora sconosciuto agli europei, che chiamò "Nuovo Mondo". La diffusione delle lettere dove Vespucci diede ampia descrizione di ciò portarono il cartografo tedesco Martin Waldseemüller a nominare il continente America, dal nome latinizzato di Vespucci: Americus.

## Storia

### Preistoria ed Età antica
Circa 13.000 anni fa giunsero in America le prime popolazioni, provenienti dall'Asia attraverso la Beringia, una lingua di terra che all'epoca univa i due continenti. Questi uomini si sarebbero poi spostati più a sud fino ad abitare tutto il continente e diversificandosi in migliaia di etnie e tribù differenti.
In Centro e Sud America i nativi americani si organizzarono in grandiose civiltà come i Maya e gli Aztechi nell'odierno Messico e gli Inca sulla cordigliera delle Ande mentre in America del Nord i nativi americani rimasero prevalentemente popolazioni nomadi o seminomadi.

### Età moderna: colonizzazione europea
Alla fine del XV secolo, il 12 ottobre 1492, è la data del primo sbarco documentato con precisione sul continente americano da parte di esploratori europei.

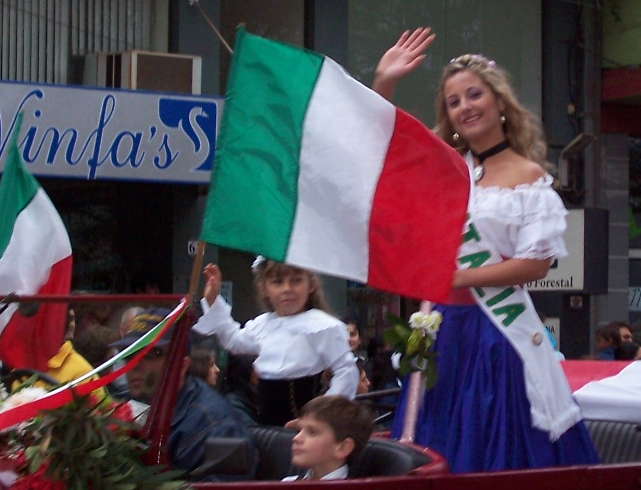
Juliana Sansaloni, argentina di ascendenze italiane, alla Festa dell'emigrante a Oberá (Argentina)

Avvenne a opera di Cristoforo Colombo, navigatore italiano al servizio della corona di Spagna (la cui spedizione viene commemorata oggi, ogni 12 ottobre, come Columbus Day negli Stati Uniti e Día de la Raza, Día de la Fiesta Nacional, Día del Encuentro de Dos Mundos e altre denominazioni nei Paesi ispanofoni).
L'arrivo di Colombo su quello che fu chiamato presto il Nuovo Mondo fu solo l'inizio di una colonizzazione che iniziò nel secolo successivo e che portò alla conquista europea di tutto il continente, accompagnata dal genocidio dei nativi americani, espressione che indica la catastrofe demografica dei nativi a seguito dell'interazione con le popolazioni europee colonizzatrici.
Si ritiene possibile che i primi europei a giungere sul continente americano possano essere stati dei vichinghi, sbarcati sull'odierna Terranova e, probabilmente, sulle coste dell'odierno Canada, nel XII secolo dell'era volgare, anche se tale arrivo non ebbe conseguenze di qualche rilievo né per i popoli americani, né per i vichinghi. Pare accertato che, pur senza sbarcarvi, il norreno Bjarni Herjólfsson, esploratore proveniente dall'Islanda, avvistò nel 986 e.v. le coste del continente americano durante la sua ricerca della rotta per la Groenlandia.

### Età contemporanea

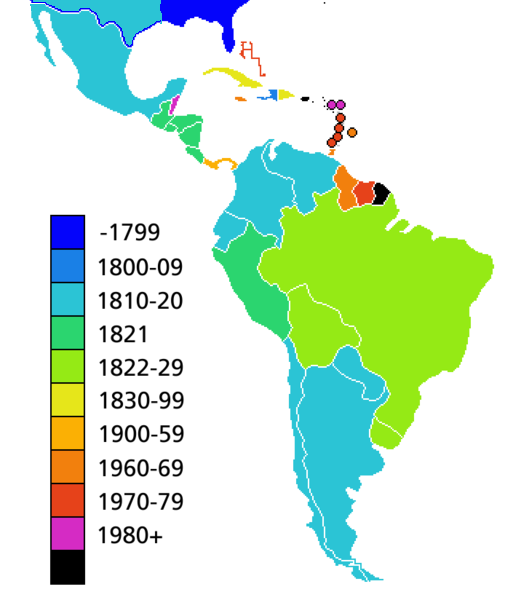
Mappa dell'America centrale, meridionale e caraibica con gli anni di ottenimento dell'indipendenza dei vari Paesi (con i confini attuali)

Alle soglie dell'età contemporanea, nel XVIII secolo, si ebbe la nascita del primo Paese indipendente nel continente, gli Stati Uniti d'America, in seguito alla Rivoluzione americana. Nei primi due decenni dell'Ottocento, ottennero l'indipendenza anche il Messico, la Colombia, il Venezuela, l'Ecuador, il Cile, il PAraguay e l'Argentina; entro il 1830 la decolonizzazione era già avanzata e rimanevano solo poche ancora colonie, tra cui il Canada, che ottenne l'indipendenza nel 1931. Oggi solo la Guyana francese e alcune isole caraibiche sono governate da stati europei.
Tra la fine del XIX e l'inizio del XX secolo le Americhe, in particolare Stati Uniti, Argentina e Brasile, furono meta di massicce emigrazioni dall'Europa: tra i gruppi etnici più consistenti nel Nuovo Mondo figurano tedeschi (in particolare in Sudamerica), svedesi (localizzati negli Stati Uniti centro-settentrionali) e italiani (Stati Uniti, Argentina e Brasile); altri gruppi consistenti sono polacchi, russi e greci.
In particolare il gruppo etnico italiano costituì uno dei più numerosi in America: si stima che a cavallo dei XIX e del XX secolo circa 10 milioni d'emigranti lasciarono l'Italia ed è stimato che nel secondo decennio del XXI secolo, tra Stati Uniti, Argentina e Brasile vivano circa 65 milioni di persone di oriundi italiani. In Argentina, in particolare, gli italiani rappresentano il primo gruppo etnico del paese sudamericano, con 30 milioni di cittadini di origine italiana.

## Economia
In termini di esportazioni e importazioni, nel 2020 gli Stati Uniti sono stati il secondo esportatore mondiale (1,64 trilioni di dollari) e il più grande importatore (2,56 trilioni di dollari). Il Messico è stato il decimo esportatore e importatore più grande. Il Canada è stato il dodicesimo esportatore e importatore più grande. Il Brasile è stato il 24º esportatore più grande e il 28º importatore. Il Cile è stato il 45º più grande esportatore e il 47º più grande importatore. L'Argentina è stata il 46º più grande esportatore e il 52º più grande importatore. La Colombia è stata il 54º esportatore più grande e il 51º importatore più grande; tra gli altri.
L'agricoltura del continente è molto forte e varia. Paesi come Stati Uniti, Brasile, Canada, Messico e Argentina sono tra i maggiori produttori agricoli del pianeta. Nel 2019, il continente ha dominato la produzione mondiale di soia (quasi il 90% del totale mondiale, con Brasile, Stati Uniti, Argentina, Paraguay, Canada e Bolivia tra i 10 più grandi del pianeta), canna da zucchero (circa il 55% del totale mondiale, con Brasile, Messico, Colombia e Guatemala tra i 10 più grandi del pianeta), caffè (circa il 55% del totale mondiale, con Brasile, Colombia, Honduras, Perù e Guatemala tra i 10 più grandi del pianeta) e mais (circa il 48% del totale mondiale, con Stati Uniti, Brasile, Argentina e Messico tra i 10 più grandi del pianeta). Il continente produce anche quasi il 40% di arancia del mondo (con Brasile, Stati Uniti e Messico tra i primi 10 produttori), circa il 37% di ananas del mondo (con Costa Rica, Brasile, Messico e Colombia tra i 10 maggiori produttori), circa il 35% del limone mondiale (con Messico, Argentina e Brasile tra i 10 maggiori produttori) e circa il 30% del cotone mondiale (con gli Stati Uniti, Brasile, Messico e Argentina tra i primi 10 produttori), tra molti altri prodotti.
In bestiame, l'America ha anche produzioni gigantesche. Nel 2018, il continente ha prodotto circa il 45% della carne bovina mondiale (con Stati Uniti, Brasile, Argentina, Messico e Canada tra i 10 maggiori produttori mondiali); circa il 36% della carne di pollo del mondo (con Stati Uniti, Brasile e Messico tra i 10 maggiori produttori mondiali) e circa il 28% del latte di mucca mondiale (con Stati Uniti e Brasile tra i 10 più grandi produttori del mondo), tra gli altri prodotti.
In termini industriali, la Banca mondiale elenca ogni anno i principali paesi produttori, in base al valore totale della produzione. Secondo l'elenco del 2019, gli Stati Uniti hanno la seconda industria più preziosa al mondo (US $ 2,3 trilioni), il Messico ha la 12ª industria più preziosa al mondo (US $ 217,8 miliardi), il Brasile ha la 13a industria più preziosa. prezioso nel mondo ($ 173,6 miliardi), il Canada ha la quindicesima industria più preziosa al mondo ($ 151,7 miliardi), il Venezuela la 30ª più grande ($ 58,2 miliardi, ma dipende dal petrolio per ottenere questo importo), Argentina è stato il 31º più grande ($ 57,7 miliardi), la Colombia il 46º più grande ($ 35,4 miliardi), il Perù il 50º più grande ($ 28,7 miliardi) e il Cile il 51º più grande ($ 28,3 miliardi), tra gli altri.
Nella produzione di petrolio, il continente aveva 8 dei 30 maggiori produttori mondiali nel 2020: Stati Uniti (1º), Canada (4º), Brasile (8º), Messico (14º), Colombia (20º), Venezuela (26º), Ecuador (27º) e Argentina (28º).
Nella produzione di gas naturale, il continente aveva 8 dei 32 maggiori produttori mondiali nel 2015: Stati Uniti (1º), Canada (5º), Argentina (18º), Trinidad e Tobago (20º), Messico (21º), Venezuela (28º), Bolivia (31º) e Brasile (32º).
Nella produzione di carbone, il continente aveva 5 dei 30 maggiori produttori mondiali nel 2018: Stati Uniti (3º), Colombia (12º), Canada (13º), Messico (24º) e Brasile (27º). Nella produzione di veicoli, il continente aveva 5 dei 30 maggiori produttori mondiali nel 2019: Stati Uniti (2º), Messico (7º), Brasile (9º), Canada (12º) e Argentina (28º).
Nella produzione di acciaio, il continente aveva 5 dei 31 maggiori produttori mondiali nel 2019: Stati Uniti (4º), Brasile (9º), Messico (15º), Canada (18º) e Argentina (31º).
Nel settore minerario, il continente ha grandi produzioni di oro (principalmente negli Stati Uniti, Canada, Perù, Messico, Brasile e Argentina); argento (principalmente in Messico, Perù, Cile, Bolivia, Argentina e USA); rame (principalmente in Cile, Perù, USA, Messico e Brasile); platino (Canada e USA); minerale di ferro (Brasile, Canada, USA, Perù e Cile); zinco (Perù, USA, Messico, Bolivia, Canada e Brasile); molibdeno (Cile, Perù, Messico, Canada, USA); litio (Cile, Argentina, Brasile e Canada); piombo (Perù, USA, Messico e Bolivia); bauxite (Brasile, Giamaica, Canada e USA); stagno (Perù, Bolivia e Brasile); manganese (Brasile e Messico); antimonio (Bolivia, Messico, Guatemala, Canada ed Ecuador); nichel (Canada, Brasile, Repubblica Dominicana, Cuba e USA); niobio (Brasile e Canada); renio (Cile e USA); iodio (Cile), tra gli altri.

## Geografia

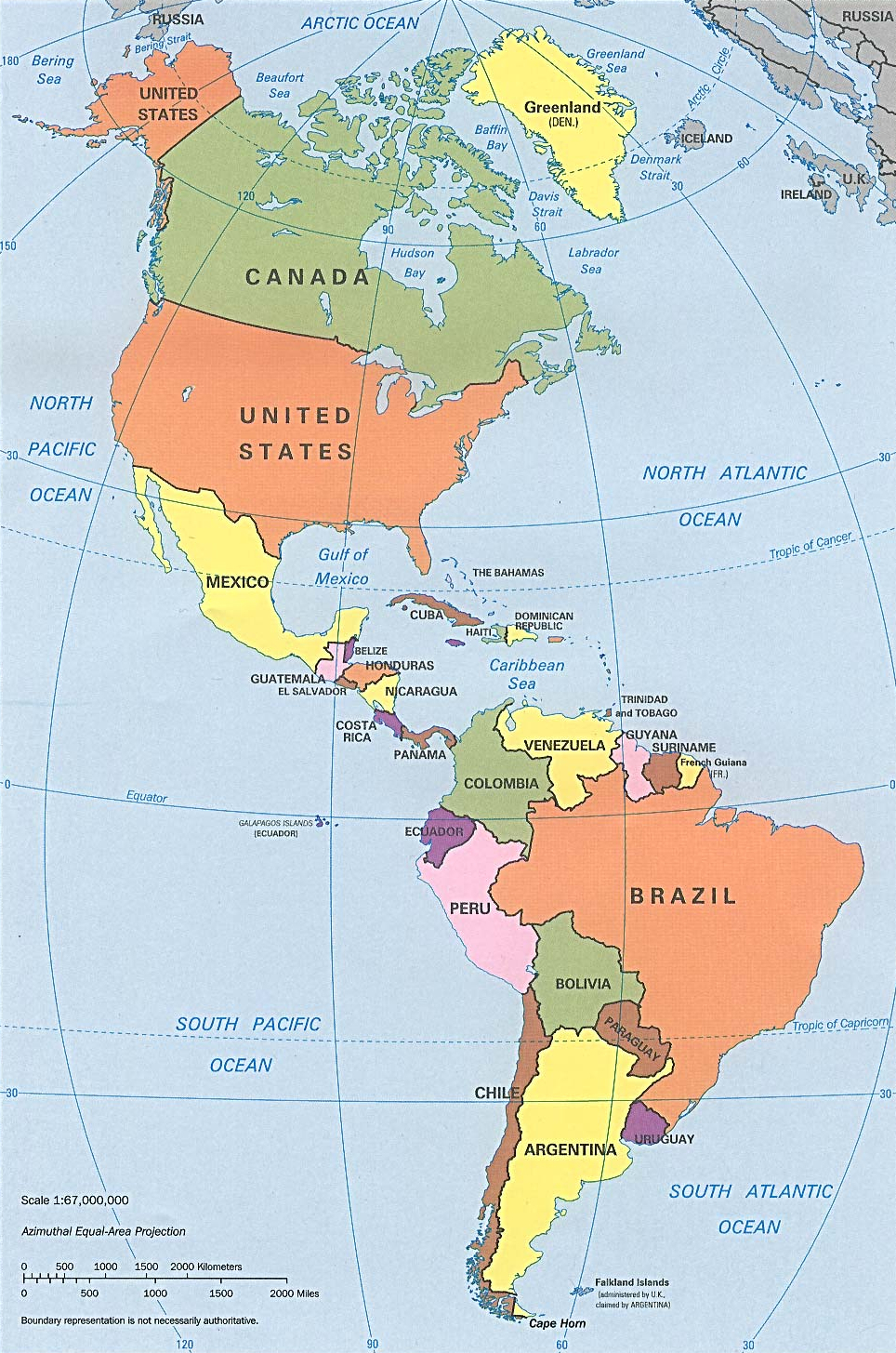
Carta politica (in lingua inglese) dell'America

L'America si estende completamente nell'emisfero occidentale e si estende per quasi tutta la latitudine di tale emisfero. È infatti attraversata dall'equatore, dal Tropico del Cancro e dal Tropico del Capricorno. Si estende a nord fino ad essere attraversata anche dal circolo polare artico, mentre a sud si avvicina al circolo polare antartico, senza però raggiungerlo.
È delimitata esclusivamente da mari e oceani: a nord dal Mar Glaciale Artico, a ovest e sud-ovest dall'Oceano Pacifico, a est e sud-est dall'Oceano Atlantico, a sud dall'Oceano Pacifico e dall'Oceano Atlantico. A sud, il meridiano che passa per Capo Horn (il punto più meridionale dell'America), divide infatti convenzionalmente l'Oceano Pacifico dall'Oceano Atlantico. Complessivamente l'America ha una superficie di 42 549 000 km², di poco inferiore a quella dell'Asia da cui è separata dallo Stretto di Bering.

### Morfologia
Le Montagne Rocciose, le Ande e la Sierra Madre sono i tre principali sistemi montuosi che si trovano in America. Nella parte orientale dell'America del Nord, si sollevano i monti Appalachi. Fra i due sistemi si estende una vasta pianura che dal Golfo del Messico prosegue fino alla Baia di Hudson.
Un altro monte importante è il Massiccio della Guayana.

### Geomorfologia

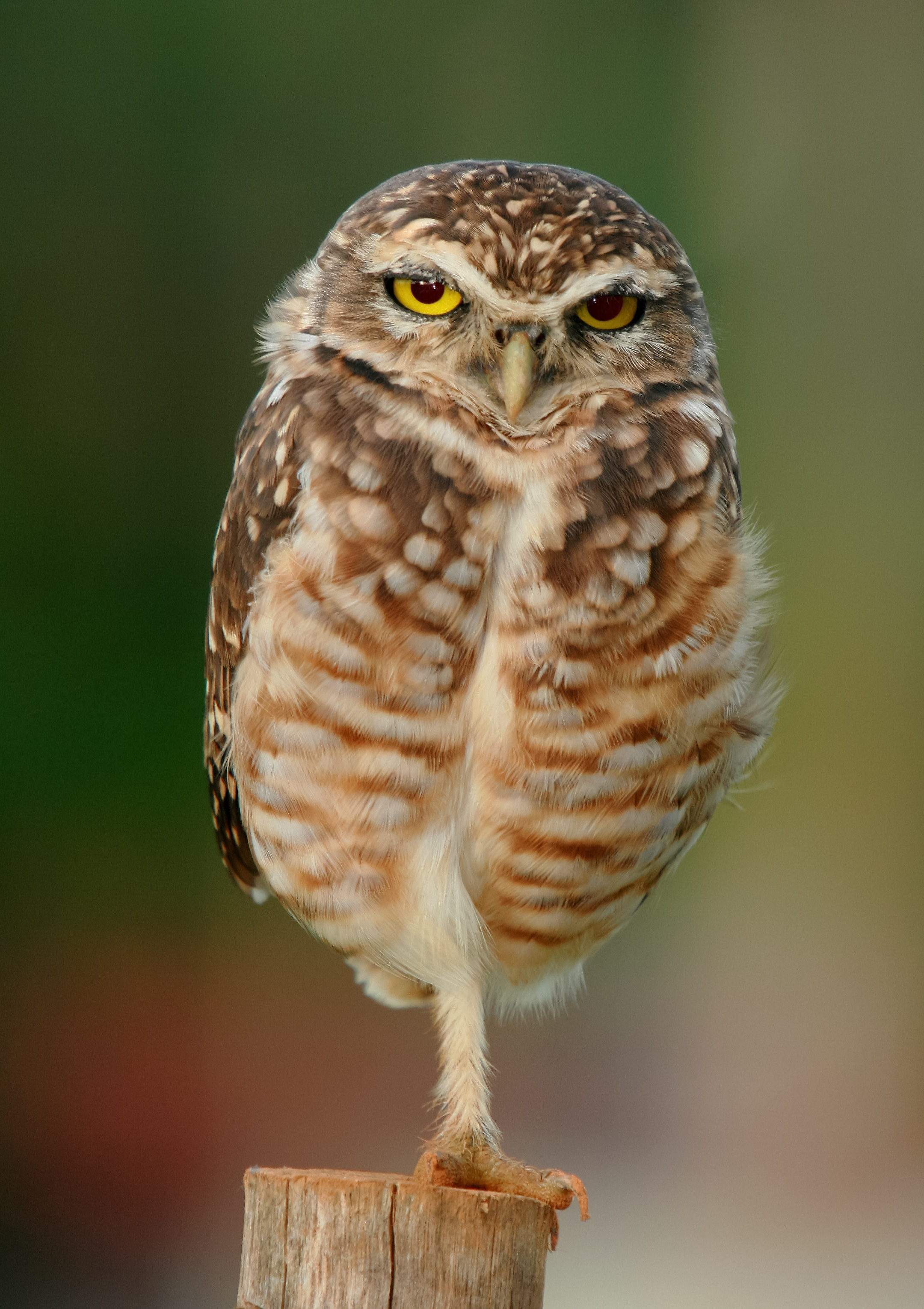
Civetta delle tane, uccello rapace diffuso in America Settentrionale e Meridionale

È formata da due vasti complessi di terre emerse chiamati "America del Nord" e "America del Sud" in ragione della loro posizione geografica. Relativamente al confine tra le Americhe, tra i geografi spesso si considera l'America centrale parte dell'America del Nord. In particolare viene considerato l'Istmo di Panama come confine, e più precisamente lo spartiacque dei fiumi Atrato (fiume della Colombia) e Tuiria (fiume della Repubblica di Panama).
L'America del Nord è contenuta completamente nell'emisfero boreale, mentre l'America del Sud è contenuta in gran parte nell'emisfero australe. Non sono compresi nell'emisfero australe i seguenti territori dell'America del Sud: il Venezuela, la Guyana, il Suriname, la Guyana francese, gran parte della Colombia e una piccola parte dell'Ecuador e del Brasile. Considerando l'America centrale parte dell'America del Nord, l'America del Sud ha una superficie di 17840000 km² mentre l'America del Nord ha una superficie di 24709000 km² (quindi l'America del Nord è più grande dell'America del Sud di circa il 38,5%).

#### Orografia
Le principali catene montuose dell'America del Nord sono gli Appalachi e soprattutto le Montagne Rocciose; esse circondano le Grandi Pianure interne. Gli Appalachi si trovano nella parte orientale del paese, sono disposti da nord-est verso sud-ovest, raggiungono l'altezza massima di 2037 m e raggiungono le coste raramente. Le Montagne Rocciose si sviluppano invece dalla costa occidentale per centinaia di chilometri verso l'entroterra; il monte più alto dell'America del Nord è il Monte McKinley (o Denali), di 6194 m, situato in Alaska .Oltre al McKinley, monti notevoli sono: Saint Elias, Whitney, Elbert, Rainier, Shasta, Mitchell, Black Hills, Brooks, e il Sant'Elena (un vulcano attivo).
La catena montuosa principale dell'America del Sud è invece la Cordigliera delle Ande, che percorre tutta l'America meridionale, da nord a sud, parallelamente alla costa pacifica. È formata da una serie di catene parallele e vi si trova il monte più alto dell'America del Sud: l'Aconcagua, alto 6 960 metri e situato tra l'Argentina e il Cile. Altre zone montuose importanti sono il Massiccio della Guyana e il Mato Grosso.

#### Idrografia
I fiumi principali si trovano nelle pianure centrali come il Mississippi che prima di gettarsi nel golfo del Messico riceve il Missouri. Nell'America settentrionale spiccano i Grandi Laghi: Superiore, Michigan, Huron, Erie ed Ontario. L'America meridionale conta un solo lago di rilievo - il Titicaca -, ma diversi fiumi imponenti, fra cui il Rio delle Amazzoni, che contende il primato di fiume più lungo del mondo con il Nilo ed è il primo fiume del mondo per portata d’acqua.

### Climi e ambienti
Partendo da nord, dalla tundra si passa alla taiga, al clima temperato, fino a quello subtropicale del Golfo del Messico. L'America centrale ha un clima tropicale, mitigato all'interno dalla presenza di alti rilievi. L'America meridionale presenta climi caldi e molto piovosi, che hanno favorito la formazione dell'immensa foresta amazzonica. Verso sud compare la savana ma, dopo una stretta fascia temperata, il clima si fa più freddo, fino a diventare subpolare nella Terra del Fuoco.

## Geografia antropica
Complessivamente l'America ha una popolazione di 914 463 142 abitanti, per una densità media di 21,5 ab./km².

### I primi esseri viventi
I parassitologi di Rio de Janeiro stanno cercando di offrire il loro contributo alla scoperta delle vie di migrazione preistoriche, ovviamente anche seguite dagli esseri umani. Ad esempio sono stati rinvenuti parassiti intestinali degli esseri umani il cui ciclo vitale non avrebbe potuto conservarsi durante l'attraversamento delle fredde regioni artiche; quindi gli specialisti hanno ipotizzato che almeno 7 000 anni fa alcuni popoli potrebbero aver scelto una via alternativa per trasferirsi sul continente americano. Quindi oltre a quella artica si possono ormai aggiungere come possibili percorsi quella sub-artica e quella transoceanica (polinesiana).

#### Gli abitanti originari
Gli abitanti originari dell'America sono stati in gran parte sterminati dalla colonizzazione europea. Fra i più noti vi erano le cosiddette "popolazioni precolombiane" (tra cui gli Inca, i Maya e gli Aztechi), definiti dagli europei come "indios", e i cosiddetti "indiani d'America" che abitavano il territorio degli USA e del Canada e che furono decimati e confinati in riserve dai pionieri di origine europea.

### Macroregioni
Le principali macroregioni dell'America distinte per posizione geografica sono l'America Settentrionale, l'America centrale e l'America meridionale. Queste tre macroregioni, considerate complessivamente, rappresentano l'intero territorio dell'America. Anche l'America Latina è una delle principali macroregioni dell'America. Quest'ultima macroregione però si contraddistingue per essere stata fortemente influenzata da nazioni latine quali Francia, Portogallo e Spagna. Nell'America Latina rientra quasi tutta l'America meridionale, quasi tutta l'America centrale e il Messico.

#### Geografia politica
L'America comprende 35 Stati indipendenti, (tre in Nord America, diciannove in America centrale e tredici in Sudamerica), oltre a numerose dipendenze del Regno Unito, della Francia, dei Paesi Bassi e degli Stati Uniti.

##### America settentrionale
| Paese                             | Area (km²) | Popolazione | Densità (per km²) | Capitale          |
| --------------------------------- | ---------- | ----------- | ----------------- | ----------------- |
| Bermuda (Regno Unito)             | 58,8       | 65 773      | 1 096             | Hamilton          |
| Canada                            | 9 984 670  | 35 749 600  | 3,4               | Ottawa            |
| Groenlandia (Danimarca)           | 2 166 086  | 57 695      | 0,028             | Nuuk              |
| Messico                           | 1 972 550  | 117 409 830 | 57                | Città del Messico |
| Saint-Pierre e Miquelon (Francia) | 242        | 6 125       | 25                | Saint-Pierre      |
| Stati Uniti                       | 9 372 614  | 325 127 000 | 34                | Washington        |

###### America centrale - parte continentale
| Paese       | Area (km²) | Popolazione (1º luglio 2007) | Densità (per km²) | Capitale            |
| ----------- | ---------- | ---------------------------- | ----------------- | ------------------- |
| Belize      | 22 966     | 256 062                      | 11                | Belmopan            |
| Costa Rica  | 51 100     | 4 325 838                    | 85                | San José            |
| El Salvador | 21 040     | 6 948 073                    | 330               | San Salvador        |
| Guatemala   | 108 890    | 12 974 361                   | 119               | Città del Guatemala |
| Honduras    | 112 090    | 6 406 052                    | 57                | Tegucigalpa         |
| Nicaragua   | 129 494    | 5 603 000                    | 42                | Managua             |
| Panama      | 78 200     | 3 231 000                    | 43                | Panama              |

###### America centrale - parte insulare
| Paese                                   | Area (km²) | Popolazione (1º luglio 2007) | Densità (per km²) | Capitale                             |
| --------------------------------------- | ---------- | ---------------------------- | ----------------- | ------------------------------------ |
| Antigua e Barbuda                       | 442        | 69 108                       | 152               | Saint John's                         |
| Aruba (Regno dei Paesi Bassi)           | 193        | 102 695                      | 532               | Oranjestad                           |
| Bahamas                                 | 13 940     | 297 852                      | 21                | Nassau                               |
| Barbados                                | 430        | 276 607                      | 642               | Bridgetown                           |
| Bonaire (Regno dei Paesi Bassi)         | 288        | 20 104                       | 69,81             | Kralendijk                           |
| Isole Cayman (Regno Unito)              | 260        | 44 270                       | 139               | George Town                          |
| Cuba                                    | 110 861    | 11 184 023                   | 111               | L'Avana                              |
| Curaçao (Regno dei Paesi Bassi)         | 444        | 140 796                      | 317               | Willemstad                           |
| Dominica                                | 754        | 72 386                       | 91                | Roseau                               |
| Rep. Dominicana                         | 48 730     | 9 183 984                    | 188               | Santo Domingo                        |
| Giamaica                                | 11 425     | 2 598 000                    | 245               | Kingston                             |
| Grenada                                 | 350        | 105 000                      | 300               | Saint George's                       |
| Guadalupa (Francia)                     | 1 628      | 420 000                      | 258               | Basse-Terre                          |
| Haiti                                   | 27 750     | 8 527 817                    | 271               | Port-au-Prince                       |
| Martinica (Francia)                     | 1 128      | 401 000                      | 339               | Fort-de-France                       |
| Montserrat (Regno Unito)                | 102        | 4 798                        | 47                | Plymouth (capitale de facto: Brades) |
| Porto Rico (Stati Uniti)                | 9 104      | 3 994 259                    | 438               | San Juan                             |
| Saba (Regno dei Paesi Bassi)            | 13         | 1 737                        | 134               | The Bottom                           |
| Saint-Barthélemy (Francia)              | 25         | 6 852                        | 274               | Gustavia                             |
| Saint Kitts e Nevis                     | 261        | 38 756                       | 148,5             | Basseterre                           |
| Saint Lucia                             | 620        | 160 145                      | 260               | Castries                             |
| Saint-Martin (Francia)                  | 53,20      | 31 397                       | 590               | Marigot                              |
| Saint Vincent e Grenadine               | 389        | 116 812                      | 300               | Kingstown                            |
| Sint Eustatius (Regno dei Paesi Bassi)  | 21         | 2 886                        | 137               | Oranjestad                           |
| Sint Maarten (Regno dei Paesi Bassi)    | 34         | 35 000                       | 1 029,5           | Philipsburg                          |
| Trinidad e Tobago                       | 5 128      | 1 300 000                    | 215               | Port of Spain                        |
| Turks e Caicos (Regno Unito)            | 497        | 26 023                       | 60                | Cockburn Town                        |
| Isole Vergini Americane (Stati Uniti)   | 352        | 124 778                      | 254               | Charlotte Amalie                     |
| Isole Vergini Britanniche (Regno Unito) | 153        | 21 730                       | 142               | Road Town                            |

##### America meridionale
| Paese                                                   | Area (km²) | Popolazione (1º luglio 2007) | Densità (per km²) | Capitale          |
| ------------------------------------------------------- | ---------- | ---------------------------- | ----------------- | ----------------- |
| Argentina                                               | 2 766 890  | 39 921 833                   | 14,5              | Buenos Aires      |
| Bolivia                                                 | 1 098 580  | 8 857 870                    | 8                 | Sucre             |
| Brasile                                                 | 8 514 877  | 192 000 000                  | 22,5              | Brasilia          |
| Cile                                                    | 756 950    | 16 358 565                   | 21,5              | Santiago del Cile |
| Colombia                                                | 1 138 910  | 44 831 434                   | 39                | Bogotà            |
| Ecuador                                                 | 283 560    | 13 363 593                   | 47                | Quito             |
| Isole Falkland (Regno Unito)                            | 12 173     | 2 967                        | 0,24              | Port Stanley      |
| Georgia del Sud e Isole Sandwich Australi (Regno Unito) | 3 093      | 30                           | 0,006             | Grytviken         |
| Guyana                                                  | 214 970    | 765 283                      | 3,5               | Georgetown        |
| Guyana francese (Francia)                               | 86 504     | 290 621                      | 3,36              | Cayenne           |
| Paraguay                                                | 406 750    | 6 347 884                    | 15,5              | Asunción          |
| Perù                                                    | 1 285 220  | 27 925 628                   | 21,5              | Lima              |
| Suriname                                                | 163 270    | 433 998                      | 2,5               | Paramaribo        |
| Uruguay                                                 | 176 220    | 3 415 920                    | 19                | Montevideo        |
| Venezuela                                               | 912 050    | 25 375 281                   | 28                | Caracas           |